# Horacio Hernández
Horacio Hernández, noto anche con lo pseudonimo di El Negro (L'Avana, 24 aprile 1963), è un batterista cubano, noto a livello internazionale per aver diffuso la musica afro-cubana e la fusion applicato alla batteria.

## Biografia
Nato in una famiglia di musicisti, ha iniziato gli studi con il maestro di percussioni cubano Santiago Reyther. La sua carriera batteristica comincia a Cuba con il jazzista Gonzalo Rubalcaba, ha suonato con Paquito D'Rivera, Michel Camilo, Ignacio Berroa, Arturo Sandoval, Carlos Santana, Diego el Cigala, Alejandro Sanz, Eddie Palmieri.
Nel 1990 emigra a Roma come clandestino e insegna didattica batteristica nella scuola di percussioni Timba nel quartiere Portuense, dove perfeziona gli studi batteristici applicando la clave al metodo di Jim Chapin. Nel 1993 chiede asilo politico negli Stati Uniti d'America e si trasferisce a New York dove suona in un ambiente multiculturale. Verrà chiamato in tour da Carlos Santana; nel 1996 il video con John Patitucci al Modern Drummer gli darà notorietà internazionale.

## Discografia

### Album in studio
- 2002 - Robby and Negro at the Third World War (con Robby Ameen)
- 2003 - Onto the Street
- 2004 - Italuba

### Turnista
Con Fahir Atakoglu
- If (Far & Here, 2005)
- Live at Umbria Jazz (Far & Here, 2005)
- Istanbul in Blue (Far & Here, 2007)
- Faces & Places (Far & Here, 2009)

Con Jack Bruce
- Shadows in the Air (Sanctuary, 2001)
- More Jack Than God (Sanctuary, 2003)
- Live at the Canterbury Fayre (Classic Rock Legends 2003)
- Live at the MilkyWay 2001 (Flaccid Parrot 2010)

Con Michel Camilo
- Thru My Eyes (TropiJazz, 1997)
- Live at the Blue Note (Telarc, 2003)
- Triangulo (Telarc, 2002)

Con Hilario Durán
- Habana Nocturna (Justin Time, 1999)
- From the Heart (Alma, 2006)
- Contumbao (Alma, 2017)

Con Kip Hanrahan
- A Thousand Nights and a Night (1-Red Nights) (American Clave, 1996)
- A Thousand Nights and a Night (Shadow Night 1) (Justin Time, 1998)
- A Thousand Nights and a Night (Shadow Night 2) (American Clave, 1999)
- Original Music from the Soundtrack of Pinero (American Clave, 2002)
- Beautiful Scars (American Clave, 2008)

Con Gonzalo Rubalcaba
- La Nueva Cubana (Areito, 1985)
- Live in Havanna Volume 1 (Messidor, 1986)
- Concatenacion Vol 2 (Melopea Discos, 1988)
- Mi Gran Pasion (Messidor, 1988)
- Giraldilla (Messidor, 1990)
- Concatenacion (Melopea Discos, 1993)
- Live in Havana (DiscMedi Blau, 1994)

Con Kazumi Watanabe
- Mo' Bop (EWE, 2003)
- Mo' Bop II (EWE, 2004)
- Mo' Bop III (EWE, 2006)
- Tricoroll (EWE, 2011)

Con altri artisti
- Gabriela Anders, Cool Again (Evj!, 2015)
- Luis Bonilla, Escucha! (Candid/Artists Only!, 2000)
- Joanne Brackeen, Pink Elephant Magic (Arkadia Jazz, 1999)
- Concha Buika, Mi Nina Lola (Atlantic, 2006)
- Gary Burton, for Hamp, Red, Bags, and Cal (Concord Jazz, 2001)
- Camille, I Sing Stevie (Camilleon, 2014)
- Jovanotti, Buon Sangue (Universal, Soleluna, Mercury 2018)
- Paquito D'Rivera, A Night in Englewood (Messidor, 1994)
- Santi Debriano, Circlechant (HighNote, 1999)
- Evelyn Glennie, Touch the Sound (Normal, 2004)
- Burcu Gunes, Tilsim (Erol Kose, 2001)
- Roy Hargrove, Habana (Verve, 1997)
- Los Hombres Calientes, Vol. 3: New Congo Square (Basin Street, 2001)
- Los Hombres Calientes, Vol. 4: Vodou Dance (Basin Street, 2003)
- Joachim Kuhn, Universal Time (EmArcy, 2002)
- Uli Lenz, Rainmaker's Dance (Arkadia Jazz, 2001)
- Hector Martignon, Refugee (Zoho, 2007)
- Per Mathisen & Jan Gunnar Hoff with Horacio Hernandez, Barxeta II (Losen, 2018)
- Rebeca Mauleon, Round Trip (Bembe, 1999)
- Enrique Morente, El Pequeno Reloj (Virgin/EMI, 2003)
- Michael Philip Mossman, The Orisha Suite (Connector Music, 2001)
- Arturo O'Farrill, Blood Lines (Milestone, 1999)
- Chico O'Farrill, Heart of a Legend (Milestone, 1999)
- Chico O'Farrill, Carambola (Milestone, 2000)
- Eddie Palmieri, Listen Here! (Concord Picante, 2005)
- John Patitucci, Imprint (Concord Jazz, 2000)
- Jose Luis Perales, Navegando Por Ti (Sony BMG/Columbia, 2006)
- Tito Puente, Jazzin (TropiJazz, 1996)
- Dave Samuels, Tjaderized: A Cal Tjader Tribute (Verve, 1998)
- David Sanchez, Street Scenes (Columbia, 1996)
- Santana, Supernatural (Arista/BMG 1999)
- Alejandro Sanz, No Es Lo Mismo (WEA, 2006)
- Edward Simon, Beauty Within (AudioQuest, 1994)
- Esperanza Spalding, Esperanza (Heads Up, 2008)
- Juan Pablo Torres, Together Again (Pimenta, 2002)
- Ana Torroja, Pasajes De Un Sueno (Ariola/BMG, 2000)
- Steve Turre, Steve Turre (Verve, 1997)
- Steve Turre, In the Spur of the Moment (Telarc, 2000)
- Chucho Valdés, Live (RMM, 1998)
- Manuel Valera, Forma Nueva (Mavo, 2004)
- Yerba Buena, President Alien (Razor & Tie, 2003)
- Zucchero Fornaciari, La Sesion Cubana (Universal, 2012)